# غازات دفيئة

مخطط تأثير البيت الزجاجي. مخطط يبيّن تدفق الطاقة بين الفضاء والغلاف الجوي وسطح الأرض. ويجري التعبير عن تبادل الطاقة هذه بوحدة قياسٍ هي "واط لكل متر مربع" (W/m2).

تأثير البيت الزجاجي.

التأثير الإشعاعي Radiative forcing (تأثير الاحترار) لمختلف المساهمين في تغير المناخ حتى عام 2019 كما ورد في تقرير التقييم السادس للهيئة الحكومية الدولية المعنية بتغير المناخ.

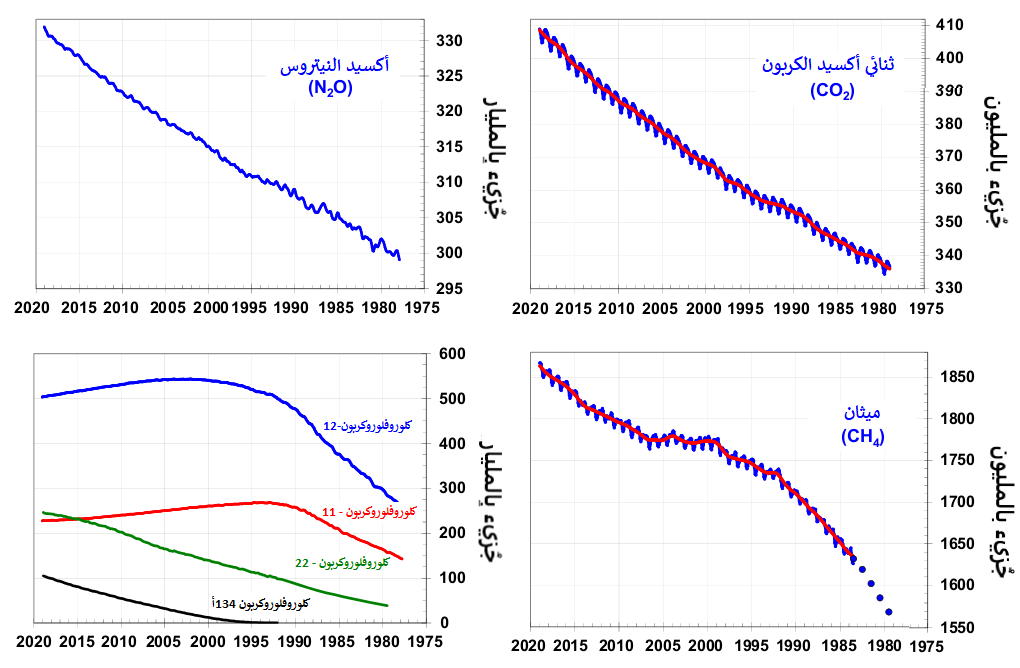
تغير نسبة وجود غازات الدفيئة في جو الأرض منذ عام 1970. الوحدات:
ppm جزء في المليون.
ppb جزء في البليون (مليار).
ppt جزء في الترليون.

غازات الدفيئة أو غازات الاحتباس الحراري (بالإنجليزية: Greenhouse gases) ويشارُ إليها أحياناً برمز GhG أو GHG اختصاراً) هي غازاتٌ موجودة في الغلاف الجوي لكوكب الأرض (بالإنجليزية: Atmosphere)، وتتميز بقدرتها على امتصاص الأشعةِ تحتِ الحمراءِ التي تطلقها الأرضُ وتعيد إطلاقها مما يؤدي لرفع درجة حرارة الهواء، وبذلك تقلل من ضياع الحرارةِ من الأرض إلى الفضاء مما يجعلها تساهم في تسخين جوِّ الأرض، وبناءً عليه تسهم في ظاهرة الاحتباس الحراري والاحترار العالمي. من دون غازات الاحتباس الحراري سيكون متوسط درجة حرارة سطح الأرض حوالي (-18) درجة مئوية (تعادل 0 درجة فهرنهايت)
 بدلاً من المتوسط الحالي البالغ (15) درجة مئوية (59 درجة فهرنهايت).

 تعد الصين أكبر دولةٍ حالياً في حجم انبعاثات غازات الدفيئة الضارة التي تنبعث بصفةٍ رئيسةٍ من محطات القوى العاملة بالفحم أو النفط ومن عوادم السيارات. تحتوي أجواء كواكبِ الزُّهرة والمريخ وتيتان على غازاتِ دفيئةٍ أيضاً.
أضحى من الثابت علمياً أن تراكم الأكاسيد الكربونية (CO) وأكاسيد النيتريت (NO) والمعروفةِ بغازاتِ الاحتباسِ الحراري في طبقةِ «الاستراتوسفير» يعيقُ نفوذ الأشعةِ الشمسيةِ المنعكسةِ من سطح الأرض إلى الفضاء الخارجي حيث إنها تمتص الإشعاع الشمسي الحراري ذي الموجة الطويلة (الأشعة تحت الحمراء) وتبقيه حبيس الغلاف الجوي مما يرفع درجة حرارة الأرض، ويشكل خطراً على المناخ والبيئة والصحة. هذه الظاهرة هي ما يطلَق عليها «الاحتباسِ الحراريّ» (بالإنجليزية: Global Warming).
تكمن المشكلة الرئيسية في تزايد غازات الاحتباس الحراري، وأهمها غاز ثاني أكسيد الكربون الناتج عن احتراق الوقود الأحفوري سواءً من المنشآت الصناعية أو من محطات الطاقة أو من وسائل المواصلات، إذ يُطلق منه سنوياً ما يزيد عن عشرين مليار طنٍّ في جوِّ الأرض وهي نسبة تمثل (0,7 %) من كمية الغاز الموجودة طبيعياً في الهواء.
بقيت نسب غازات الدفيئة في الغلاف الجوي حتى ما قبل الثورة الصناعية ثابتةً تقريباً، لكن النشاطَ البشري منذ بداية الثورة الصناعية (حوالي العام 1750) أفضى إلى زيادةٍ بنسبةِ خمسةٍ وأربعين بالمئة (45٪) في تركيز ثاني أكسيد الكربون في الغلاف الجوي؛ من مئتين وثمانين (280) جزيئاً في المليون عامَ 1750 إلى أربعمئةٍ وخمسة عشر (415) جزيئاً في المليون عام 2019. وآخر مرةٍ كان فيها تركيز ثاني أكسيد الكربون في الغلاف الجوي بهذه السويّة المرتفعة كانت منذ أكثر من ثلاثةِ ملايين سنة. حدثت هذه الزيادة على الرغم من امتصاص أكثرَ من نصف الانبعاثاتِ من قبل «المصارفِ» الطبيعية المختلفة المشاركة في دورة الكربون.
 [كعملية التمثيل الضوئي في النبات على سبيل المثال].
وفي ظل معدلات انبعاث غازات الاحتباس الحراري الحالية يمكن أن ترتفع درجات الحرارة بمقدار درجتين مئويتين (3.6 درجة فهرنهايت)، وهو الحد الأقصى الذي حددته «الهيئة الحكومية الدولية المعنية بتغير المناخ» (بالإنجليزية: Intergovernmental Panel on Climate Change) (أو اختصاراً IPCC) التابعة للأمم المتحدة لتجنب المستويات «الخطرة» بحلول العام 2036. تتأتّى الغالبية العظمى من انبعاثات غاز ثاني أكسيد الكربون البشرية المنشأ من احتراق الوقود الأحفوري -وخاصةً الفحم الحجري والنفط والغاز الطبيعي- مع مساهماتٍ إضافيةٍ تنتج من إزالة الغابات والغطاء النباتي والتغيرات الأخرى في استخدام الأراضي
 [كظاهرة التصحر على سبيل المثال].

## الغازات في الغلاف الجوي للأرض

### الغازات غير المتسببة في الاحتباس الحراري
المكونات الرئيسية للغلاف الجوي الأرضي هي غازات: النيتروجين (الآزوت) (N2) بنسبة (78٪)، والأكسجين (O2) بنسبة (21٪)، والأرجون (Ar) بنسبة (0.9٪) وهي لا تعتبر من غازاتِ الدفيئةِ لأن جزيئاتِ الغاز التي تحتوي ذرتين من العنصر نفسه مثل الآزوت والأكسجين ليس لها صافي تغير في توزيع شحناتها الكهربائية عندما تهتز [بمعنى مستقرة كهربياً]، والغازات أحادية الذرة مثل الأرجون (غازات خاملة) ليس لها أوضاع اهتزازية، ومن ثَمّ فهي غير متأثرةٍ تقريباً بالأشعةِ تحتَ الحمراءِ. بعض الجزيئات -والتي تحتوي على ذرتين فقط من عناصرَ مختلفةٍ- مثلُ أولِ أكسيدِ الكربون (CO) وكلوريد الهيدروجين (HCl) تمتص الأشعة تحت الحمراء، لكنّ هذه الجزيئاتِ قصيرةُ العمر في الغلافِ الجوي بسبب تفاعلها أو قابليتها للذوبان، لذلك فهي لاتساهم بشكلٍ كبيرٍ في ظاهرة الاحتباس الحراري وغالباً ما تُحذف عند تناول غازات الدفيئة.

### غازات الاحتباس الحراري

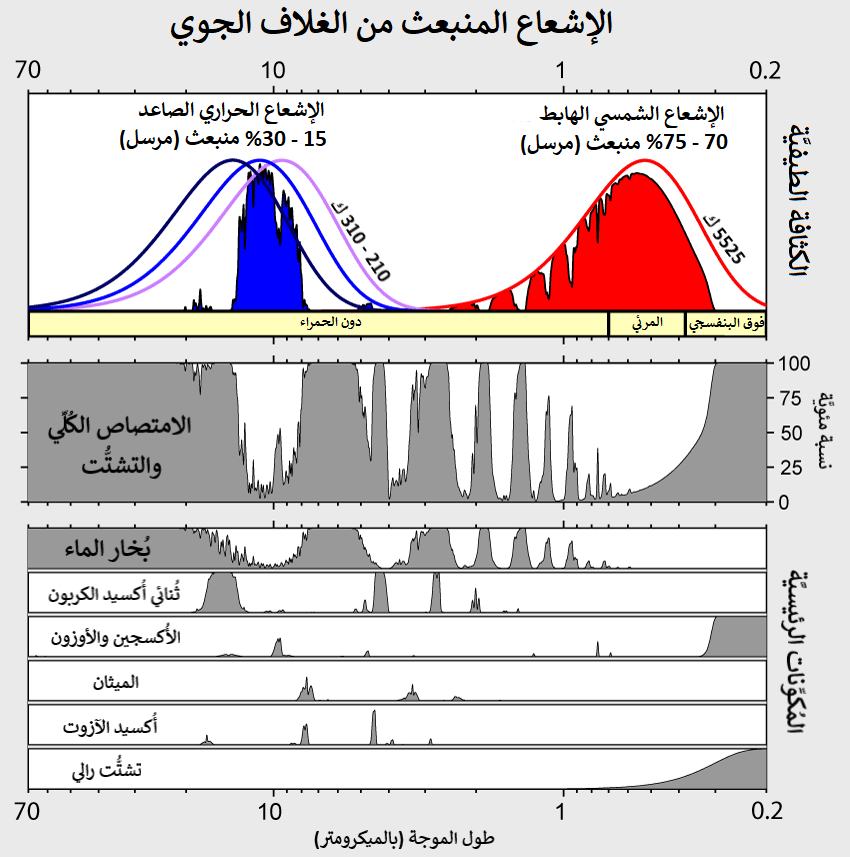
الامتصاص والتشتت في الغلاف الجوي بحسب الطول الموجي لمختلف الموجات الكهرومغناطيسية electromagnetic waves. أكبر نطاق امتصاصٍ من غاز ثاني أكسيد الكربون carbon dioxide غير بعيدٍ عن الحد الأقصى في الانبعاث الحراري thermal emission من الأرض، وهو يغلق جزئياً نافذة شفافية الماء transparency of water، ومن هنا تأثيره الرئيسي.

غازات الدفيئة أو غازات الاحتباس الحراري -أو ما يعرف (بالإنجليزية: Greenhouse gases)- هي تلك الغازات التي تمتص وتنبعث منها الأشعة تحت الحمراء في نطاق الطول الموجي المنبعث من الأرض. ثاني أكسيد الكربون (0.04٪)، وأكسيد النيتروز، والميثان، والأوزون وهي عبارة عن غازاتٍ نادرةٍ يمثل وجودها ما يقرب من واحدٍ بالألف من الغلاف الجوي للأرض، ولكن تأثيرها كبير على ظاهرة الاحتباس الحراري.
وأكثر غازات الدفيئة وفرةً في الغلاف الجوي الأرضي بالترتيب هي:
1. غاز بخارِ الماءِ: ورمزه الكيميائي (H2O)، وينتج من عمليات البخر في المسطحات المائية والجليدية الطبيعية كالمحيطات والبحار والبحيرات والأنهار والجليديات والقطبين، والصناعية كبحيرات السدود وأقنية الري المكشوفة.. الخ.
2. غاز ثاني أكسيدِ الكربون: ورمزه الكيميائي (CO2)، وينتج من احتراق الوقود الأحفوري، وأي مصدرٍ للدخان مثل عوادم السيارات.
3. غاز أكسيدِ النيتروز ورمزه الكيميائي (N2O).[هامش 1]
4. غاز الميثان (بالإنجليزية: Methane) ورمزه الكيميائي (CH4)، وينتج من فضلات الثروةِ الحيوانية.
5. غاز الأوزون (بالإنجليزية: Ozone) ورمزه الكيميائي (O3).
6. غاز الكلوروفلوركربون ورمزه الكيميائي (CFCs)، وكان هذا النوع من الغازات حتى وقتٍ قريبٍ يستخدم في عمليةِ التبريدِ في الثلاجات.
7. مركبات الكربون الهيدروفلورية (بما في ذلك مركبات الكربون الهيدروكلورية فلورية HCFCs ومركبات الكربون الهيدروفلورية HFCs).

أضحى استخدام غازات الكلوروفلوركربون في الثلاجات (البرادات) ممنوعاً في معظم الدول الأوروبية وفقاً لتوصيات البرلمانِ الأوروبيّ بعدما ثبتَ أن تلك الغازات تتفاعل مع طبقةِ الأوزون في طبقات الجو العليا فتؤدي إلى تحللها مما يعمل على تسارع نضوبِ الأوزون، وهو ما يعرف بـ«ثقب الأوزون» واتساعه، والمعروف علمياً أن وجود طبقةِ الأوزون في الطبقاتِ العليا من الغلاف الجوي يحمي من التأثيرات الضارة للغاية للأشعةِ فوقَ البنفسجيةِ، إذ هذه الطبقة تمتص قدراً كبيراً منها وتحجبها عن الوصول إلى سطح الأرض، فطبقة الأوزون ضروريّة لحمايةِ الكائناتِ الحيةِ على الأرض.
تُحدّد تراكيز الغلاف الجوي من خلال التوازن بين المصادر (انبعاثات الغاز نتيجة الأنشطة البشرية والأنظمة الطبيعية) والمصارف (إزالة الغاز من الغلاف الجوي عن طريق التحويل إلى مركبٍ كيميائيٍّ مختلفٍ أو امتصاصه بواسطة المسطحات المائية). نسبة الانبعاثات المتبقية في الغلاف الجوي بعد فترةٍ زمنيةٍ محددةٍ هي «الجزء المحمول جواً» (ويرمز له بـAF)، والجزء السنوي المحمول جواً هو نسبة الزيادة في الانبعاثات المتبقية في الغلاف الجوي في سنةٍ معينةٍ إلى إجمالي انبعاثات ذلك العام. اعتباراً من عام 2006 بلغ الجزء المحمول جواً من ثاني أكسيد الكربون حوالي (0.45)، وازداد الجزء السنوي المحمول جواً بمعدل (0.25 ± 0.21٪) في السنة خلال الفترة 1959-2006.

### التأثيرات الإشعاعية غير المباشرة

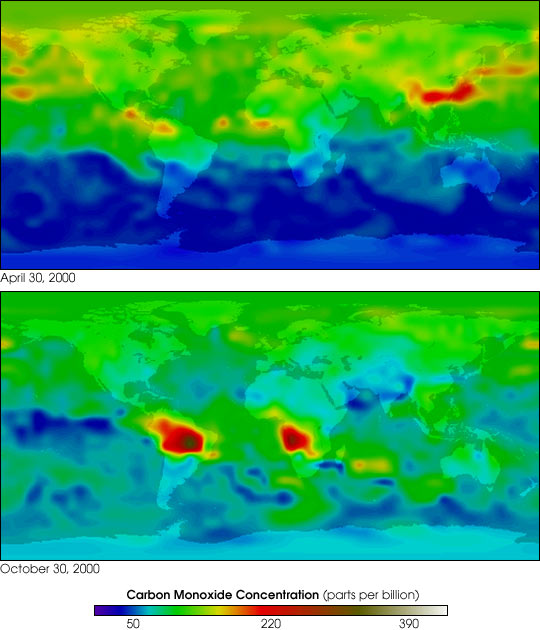
تمثل الألوان في هاتين الصورتين (العليا بتاريخ 30-4-2000، والسفلى بتاريخ 30-10-2000) تراكيز أول أكسيد الكربون (CO) في الغلاف الجوي السفلي، وتتراوح من حوالي 390 جزءاً في المليار (مساحات بنية داكنة)، إلى 220 جزءاً في المليار (مساحات حمراء)، إلى 50 جزءًا في المليار (مساحات زرقاء).

لبعض الغازاتِ تأثيراتٌ إشعاعيّة غيرُ مباشرةٍ (سواءً أكانت غازاتِ دفيئةٍ أم لا). تحدث هذه التأثيرات بطريقتين رئيسيتين:
ـ أولى الطريقتين أنه عند تحللها في الغلاف الجوي (بالإنجليزية: Atmosphere) تنتج غازاً آخر هو من غازات الدفيئة. على سبيل المثال يتأكسدُ كل من الميثان (بالإنجليزية: Methane) وأول أكسيد الكربون (CO) فيعطيان ثاني أكسيد الكربون (CO2) (ينتج تأكسدُ الميثانُ أيضاً بخارَ الماء). تؤدي أكسدة (CO) إلى (CO2) بشكلٍ مباشرٍ إلى زيادةٍ لا لبسَ فيها في التأثير الإشعاعي على الرغم من أن السبب خفي. إن ذروةَ انبعاثِ الأشعةِ تحتَ الحمراءِ الحراريةِ من سطح الأرض قريبةٌ جداً من نطاق امتصاصٍ اهتزازيٍّ قويٍّ لغاز ثاني أكسيد الكربون (CO2) (الطول الموجي 15 ميكرون، أو العدد الموجي 667cm−1). من ناحيةٍ أخرى يمتص نطاق اهتزاز ثاني أكسيد الكربون (CO2) الفردي الأشعةَ تحتَ الحمراءِ فقط بأطوالٍ موجيةٍ أقصرَ بكثيرٍ (طول موجي 4.7 ميكرون، أو عدد موجي 2145cm−1)، حيث يكون انبعاث الطاقة المشعة من سطح الأرض أقل بعشر مراتٍ. تؤدي أكسدة الميثان إلى ثانيَ أكسيد الكربون -والتي تتطلب تفاعلاتٍ مع جذور الهيدروكسيل (OH)- إلى انخفاضٍ فوريٍّ في الامتصاص الإشعاعي والانبعاثاتِ نظراً لأن ثاني أكسيد الكربون (CO2) هو غاز دفيئةٍ أضعفُ من غاز الميثان. ومع ذلك فإن أكسدة ثاني أكسيد الكربون والميثان متشابكةٌ لأن كليهما يستهلك جذور الـOH. على أي حالٍ فإن حساب التأثير الإشعاعي الكلي يشمل كلاً من التأثيرين المباشر وغير المباشر.
- ثاني طريقتي التأثير غير المباشر يحدث عندما تؤدي التفاعلات الكيميائية في الغلافِ الجوي التي تدخل فيها هذه الغازات إلى تغيير تراكيز غازات الاحتباس الحراري. على سبيل المثال يمكن لتدمير المركبات العضوية المتطايرة غير الميثانية (NMVOCs) في الغلاف الجوي أن ينتجَ الأوزون (بالإنجليزية: Ozone). يمكن أن يعتمدَ حجم التأثير غير المباشر بشدةٍ على مكان انبعاث الغاز وزمنه.
وللميثان تأثيراتٌ غير مباشرةٍ بالإضافةِ إلى تكوينهِ ثاني أكسيد الكربون. إن المادة الكيميائية الرئيسية التي تتفاعل مع الميثان في الغلاف الجوي هي جذور الهيدروكسيل (OH)، وعليه فالمزيد من الميثانِ يعني تركيزاً أقل من الهيدروكسيل. بشكلٍ فعالٍ يزيد الميثان من عمرهِ في الغلافِ الجوي وبالتالي من تأثيرهِ الإشعاعي الكلي. يمكن أن ينتجَ عن أكسدةِ الميثانِ والأوزون الماء وهو مصدرٌ رئيسي لبخار الماءِ في طبقةِ الاستراتوسفير الجافةِ عادة. يُنتج كلٌّ من أول أكسيد الكربون والمركبات غير العضوية المتطايرة ثاني أكسيد الكربون عند أكسدتها، وبذا تُزيل الهيدروكسيل (OH) من الغلافِ الجوي، وهذا يؤدي إلى تراكيزَ أعلى من الميثانٍ. إن التأثير المدهش لهذا الأمر هو أن احتمالية الاحترار العالمي لأول أكسيد الكربون تبلغ ثلاثة أضعاف ثاني أكسيد الكربون. يمكن أن تؤدي العملية نفسها -التي تحوّل مركبات (NMVOCs) إلى ثاني أكسيد الكربون- كذلك إلى تكوين أوزون الاتروبوسفير. وللهالوكربونات تأثيرٌ غيرُ مباشرٍ لأنها تدمر أوزون الاستراتوسفير. وأخيراً يمكن أن يؤدي الهيدروجين إلى إنتاج الأوزون وزيادة الميثان وكذلك إنتاج بخار الماء في الاستراتوسفير (بالإنجليزية: Stratosphere).

### مساهمة السحب في ظاهرة الاحتباس الحراري للأرض
المساهم الرئيسي غير الغازي في تأثير الاحتباس الحراري للأرض هو الغيوم. فالسحب -والتي هي عبارة عن قطراتِ ماءٍ أو بلوراتٍ ثلجيةٍ معلقةٍ في الغلاف الجوي- تمتص أيضاً الأشعةَ تحتَ الحمراءِ كما تنبعث هذه الأشعة منها، وبناءً عليه فلها تأثيرٌ على الخصائص الإشعاعيّةِ لغازاتِ الاحتباس الحراري.

## المؤثرات على التأثير العام للاحتباس الحراري

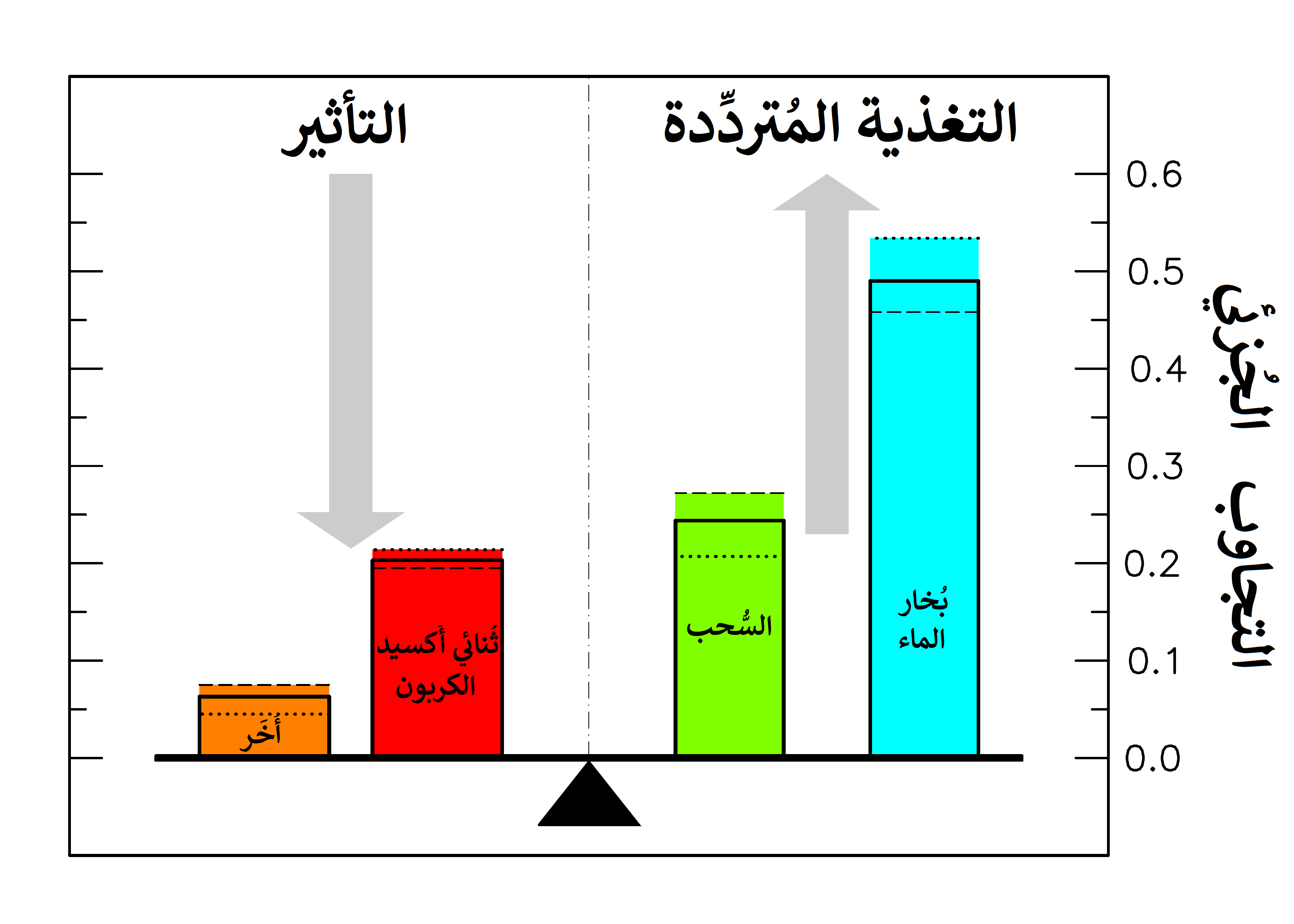
قام شميت وآخرون (2010) بتحليل كيفية مساهمة المكونات الفردية للغلاف الجوي في التأثير الكلي للاحتباس الحراري. قدّروا أن بخار الماء مسؤول عن حوالي 50٪ من تأثير الاحتباس الحراري على الأرض، مع مساهمة السحب بنسبة 25٪ ، وثاني أكسيد الكربون 20٪ ، وغازات الدفيئة الصغيرة والهباء الجوي تمثل 5٪ المتبقية. في الدراسة يكون الغلاف الجوي للنموذج المرجعي لظروف 1980. رصيد الصورة: وكالة NASA ناسا.

تحدد مساهمة كل غازٍ في ظاهرة الاحتباس الحراري من خلال خصائص هذا الغاز ووفرته وأية آثارٍ غير مباشرةٍ يمكن أن يسببها. على سبيل المثال إن التأثير الإشعاعي المباشرَ لكتلةٍ من الميثان (بالإنجليزية: Methane) أقوى بنحو (84) مرةٍ من الكتلة نفسها من ثاني أكسيد الكربون خلال إطارٍ زمني مدته عشرون عاماً، ولكنه موجودٌ بتراكيز أقلَّ بكثيرٍ بحيث إن تأثيره الإشعاعي المباشر الكلي أقل حتى الآن، وذلك عائدٌ جزئياً إلى عمر كتلة الميثان الأقصر في الغلاف الجوي في طل غياب عزل الكربون الإضافي. من جهةٍ أخرى فإن للميثان -إضافةً إلى تأثيره الإشعاعي المباشر- تأثيراً إشعاعيّاً كبيراً غيرَ مباشرٍ لأنه يساهم في تكوين الأوزون، (شيندل وآخرون (2005). يُجادَل بأن مساهمة الميثان في تغير المناخ نتيجة هذا التأثير تبلغ -على الأقل- ضعفي التقديراتِ السابقةِ.
| المركب | رمزه الكيميائي | تركيزه في الغلاف الجوي (%) جزء في المليون (ppm) | مساهمته (%) |
| --- | -------------- | ----------------------------------------------- | ----------- |
| بخار الماء والسحب | H2O            | 10–50,000(A)                                    | 36–72%      |
| ثاني أكسيد الكربون | CO2            | ~400                                            | 9–26%       |
| الميثان | CH4            | ~1.8                                            | 4–9%        |
| الأوزون | O3             | 2–8(B)                                          | 3–7%        |
| ملاحظات: (A) تختلف نسبة بخار الماء محلياً بشدة. (B) التركيز في الاستراتوسفير، فحوالي 90% من الأوزون في الغلاف الجوي الأرضي موجود في طبقة الاستراتوسفير. |                |                                                 |             |

إضافةً إلى غازات الدفيئة الرئيسية المذكورة أعلاه تشمل غازات الدفيئة الأخرى سداسي فلوريد الكبريت ومركبات الكربون الهيدروفلورية ومركبات الكربون المشبعة بالفلور (انظر قائمة غازات الاحتباس الحراري للفريق الحكومي الدولي المعني بتغير المناخ). لا يجري سرد بعض غازات الدفيئة في كثيرٍ من الأحيان، فعلى سبيل المثال يمتلك ثلاثي فلوريد النيتروجين مقدرةً عاليةً على إحداث الاحترار العالمي (GWP) ولكنه موجود بكمياتٍ صغيرةٍ جداً.

### نسبة التأثيرات المباشرة في لحظة معينة

فاز ثاني أكسيد الكربون الغلافجوي (مقيساً في "هاواي")
الازدياد الأخير في نسبةِ غاز ثاني أكسيدِ الكربون (CO_{2}) في الغلاف الجوي (المحور العمودي: تركيز الغاز)
إن قياسات ثاني أكسيدِ الكربون الشهرية تظهر بعض التأرجح الموسمي، وذلك على مدار العام بأكمله (المربع الصغير) حيث يصل التركيز إلى القمة في نصف الكرة الأرضية الشمالي في أواخر فصل الربيع، ثم يبدأ بالتناقص أثناء موسم نمو النباتات، إلا أن الاتجاه العام Trend يشير إجمالاً في السنواتِ الأخيرةِ إلى ازديادٍ مطرد.

من غير الممكن القول إن غازاً معيناً يتسبب بنسبةٍ مئويةٍ دقيقةٍ من تأثير الاحتباس الحراري، ويرجع ذلك إلى أن بعض الغازات تمتص وتصدر إشعاعاتٍ على نفس ترددات غيرها من الغازات، وبناءًعليه فإن إجمالي تأثير الاحتباس الحراري ليس مجرد مجموع تأثير كل غاز. النهايات العليا للنطاقات المقتبسة تخص كل غازٍ على حدة؛ في حين الأطراف السفلية مسؤولة عن تداخل الغازات الأخرى.
 بالإضافة إلى ذلك من المعروف أن لبعض الغازات -مثل الميثان- تأثيراتٌ كبيرةٌ غيرُ مباشرةٍ لاتزال قيد التحديد.

### العمر الغلافجوي
بصرفِ النظر عن بخار الماءِ -الذي تبلغ مدة بقائه بحدود تسعة أيامٍ تقريباً- تختلط غازات الدفيئة الرئيسية جيداً، وتستغرق سنواتٍ عديدةً قبل أن تترك الغلاف الجوي. وعلى الرغم من أنه ليس من اليسير معرفة المدة التي تستغرقها هذه الغازات لمغادرة الغلاف الجوي بدقةٍ، إلا أنه ثمة تقديراتٌ لغازاتِ الدفيئةِ الرئيسية. يعرّف جاكوب (1999) العمرَ الغلافجوّي (بالإنجليزية: Atmospheric Lifetime) (ولنرمز له بـȚ، تقرأ «تاو») لأحد أنواع غازات الغلاف الجوي (ولنرمز له بـ X) في نموذج صندوقٍ واحدٍ، على أنه متوسط الزمن الذي يبقى فيه جزيء (X) في الصندوق. رياضياتياً يمكن تعريف (Ț) على أنها نسبة الكتلة (m) (بالكيلوغرام) من X في الصندوق إلى معدل إزالتها، حيث «معدل الإزالة» هو مجموع تدفق X من الصندوق (Fout) [التسرب]، والفاقد الكيميائي (L) [التحلل]، والترسب (D) [على الأرض]، وجميع هذه الحدود مقيسة بالكيلو جرام / ثانية:
[ (Ț = [ m / (Fout + L + D (حيث Ț بالثانية)
حيث معدل الإزالة (كغ / ثا) هو المجموع: (Fout + L + D)
وعليه فإن «العمرَ الغلافجوّي» (بالإنجليزية: Atmospheric Lifetime) لأي نوعٍ من الغازات يقيسُ الوقتَ اللازمَ لاستعادةِ التوازن بعد زيادةٍ أو نقصانٍ مفاجئين في تركيزه في الغلاف الجوي. ربما تُفقد الذراتُ أو الجزيئات الفردية أو تترسب في أحواضٍ مثل التربة، أو المحيطات وأنواع المياه الأخرى، أو الغطاء النباتي والأنظمة البيولوجية الأخرى مما يقلل من الفائض عن التركيزات المسبقة. إن متوسط الزمن المستغرَق لتحقيق ذلك هو متوسط العمر [الغلافجوّي].
لغاز ثاني أكسيد الكربون عمرٌ قابلٌ للتباين في الغلاف الجوي، ولا يمكن تحديده بدقةٍ،
 فعلى الرغم من أن أكثر من نصف ثاني أكسيد الكربون المنبعث يزول من الغلاف الجوي في غضون قرنٍ من الزمن، إلا أن جزءاً (حوالي 20٪) من انبعاثات هذا الغاز تبقى في الغلاف الجوي لآلاف السنين.

 تنطبق قضايا مماثلة على غازاتِ الدفيئةِ الأخرى -والتي ليس للعديد منها عمرٌ أطول من ثاني أكسيد الكربون- فعلى سبيل المثال يبلغ متوسط عمر أكسيد النيتروز (أكسيد النيتروجين الثنائي N2O) في الغلاف الجوي 121 سنة.

### التأثير الإشعاعي والمؤشر السنوي لغازات الاحتباس الحراري

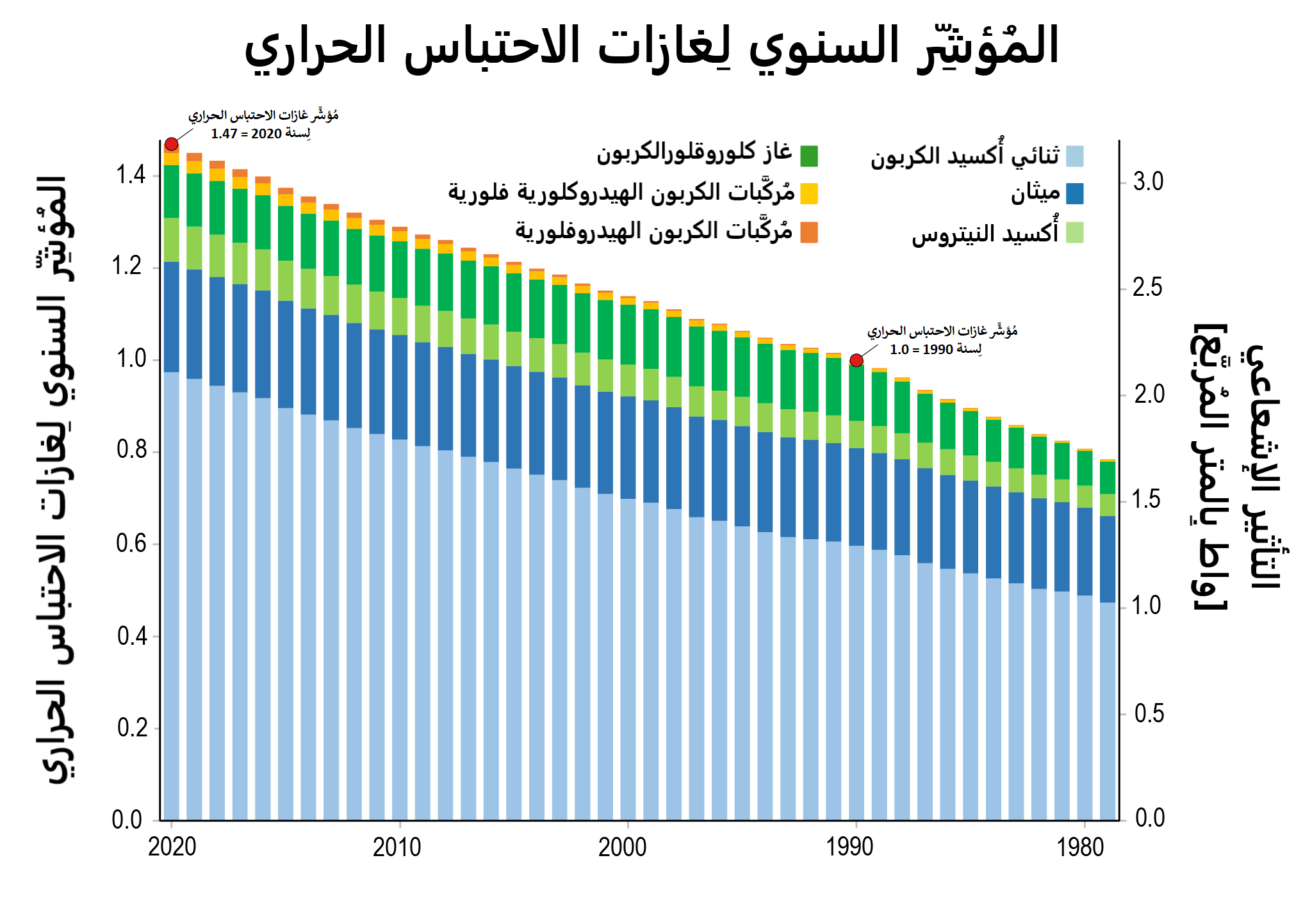
مؤشر غازات الدفيئة السنوي
يشهد التأثير الإشعاعي (تأثير الاحترار) لغازات الدفيئة طويلة العمر في الغلاف الجوي للأرض نمواً متسارعاً. ما يقرب من ثلث الزيادة في العصر الصناعي المنتهي عامَ 2019 تراكمت على مدار الثلاثين عاماً المنصرمة فقط.

تمتص الأرض بعض الطاقة المشعة التي تتلقاها من الشمس، وتعكس بعضها على شكل ضوءٍ، والباقي تعكسه أو تشعه إلى الفضاء كحرارة. تعتمد درجة حرارة سطح الأرض على هذا التوازن بين الطاقة الواردة والصادرة، أي إذا جرى تغير في توازن الطاقة هذا فسيغدو سطح الأرض أكثر دفئاً أو أكثر برودةً مما يؤدي إلى مجموعةٍ متنوعةٍ من التغيرات في المناخ العالمي.
يمكن لعدة آليّاتٍ -إما طبيعية وإما من صنع الإنسان- أن تؤثرَ على توازنِ الطاقةِ العالمي وتفرضَ التغييرات على مناخ الأرض، وغازات الاحتباس الحراري (بالإنجليزية: Greenhouse gases) هي واحدة من هذه الآليات. تمتص غازات الاحتباس الحراري وتشع بعضاً من الطاقةِ الخارجةِ المشعَةِ من سطح الأرض مما يتسبب في الاحتفاظ بهذه الحرارة في الطبقة السفلى من الغلاف الجوي. كما هو موضح أعلاه تبقى بعضُ غازات الدفيئة في الغلاف الجوي لعقودٍ أو حتى لقرونٍ، وعليه يمكن أن تؤثر على توازن طاقة الأرض على مدى فترةٍ طويلةٍ من الزمن. يحدَّد التأثيرُ الإشعاعي (ويقاسُ بالواط لكل مترٍ مربعٍ) تأثيرَ العوامل التي تؤثر على توازن طاقة الأرض؛ بما فيه التغيّرات في تراكيز غازات الاحتباس الحراري. يؤدي التأثيرُ الإشعاعي الموجبُ إلى الاحترار عن طريق زيادة صافي الطاقة الواردة، بينما يؤدي التأثير الإشعاعي السالب إلى التبريد.
يصطلح علماء الغلاف الجوي في (NOAA) على «مؤشر غازات الاحتباس الحراري السنوي» Annual Greenhouse Gas Index (أو اختصاراً AGGI) وهو إجمالي التأثير الإشعاعي المباشر الناتج عن غازات الاحتباس الحراري طويلة العمر والمختلطة جيداً لأي سنةٍ توجد فيها قياسات عالمية كافية، وذلك بنسبته إلى ذلك الموجود عامَ 1990.
 ترتبط مستويات التأثير الإشعاعي هذه بمستويات عام 1750 (أي قبل بداية العصر الصناعي). اختير العام 1990 لأنه عام الأساس لـ«بروتوكول كيوتو»، وهو عام نشر أول تقييمٍ علميٍّ بشأن تغير المناخ لـ (IPCC) «الهيئةِ الحكوميةِ الدوليةِ المعنيةِ بتغير المناخ». على هذا النحو تنص (NOAA) على أن مؤشر (AGGI): «يقيسُ الالتزامَ الذي قطعه المجتمع (الدولي) بالفعل للعيش في مناخٍ متغيرٍ، ويستند إلى أعلى مستويات الجودة في رصدِ الغلافِ الجوي من المواقع في جميع أنحاءِ العالم، ودرجة الشكِّ فيه منخفضة للغاية».

### إمكانية الاحترار العالمي
تعتمد إمكانية حدوث الاحترار العالمي (بالإنجليزية: Global Warming Potential) (اختصاراً GWP) على عاملين: كفاءةُ الجزي كغاز دفيئةٍ، وكذلك على عمره الغلافجوي (بالإنجليزية: Atmospheric Lifetime). تُقاس القدرة على الاحترارِ العالمي لغاز دفيئةٍ نسبةً إلى الكتلةِ نفسها من ثاني أكسيد الكربون وتقييمها على نطاقٍ زمني محدد، وعليه فإذا كان للغاز تأثيرٌ إشعاعي مرتفع (إيجابي) إلا أنه ذو عمرٍ غلافجويٍّ قصير، فستكون مقدرته كبيرةً على الاحترار العالمي ضمن نطاق عشرين عاماً لكنها صغيرة على نطاق مئة عام. وعلى العكس من ذلك فإذا كان للجزيء عمرٌ أطولَ في الغلاف الجوي من ثاني أكسيد الكربون، فسوف تزداد قدرته على إحداث الاحترار العالمي عند أخذ النطاق الزمني في الاعتبار. يُعرَّف ثاني أكسيد الكربون بأن له قدرة احترارٍ عالميٍّ تبلغ (1) في جميع الفترات الزمنية [بمعنى أنه يُتخذ معياراً للقياس على كلٍّ من الآماد القصيرة والمتوسطة والطويلة].
يبلغ العمر الغلافجوي للميثان (12 ± 3) سنوات. يورد تقرير الهيئة الحكومية الدولية المعنية بتغير المناخ (IPCC) لعام 2007 قدرة الميثان على إحداثِ الاحترار العالمي بـ 72 على نطاقٍ زمنيٍّ مداه عشرون سنة، وبـ 25 على مدى مئة سنةٍ، وبـ 7.6 على مدى خمسمئة سنة، ومع ذلك يشير تحليلٌ من العامِ 2014 إلى أنه على الرغم من أن التأثير الأولي للميثان أكبر بحوالي مئة مرةٍ من تأثير ثاني أكسيدِ الكربون، إلا أن تأثير الغازين يغدو متساوياً تقريباً بعد ستة أو سبعة عقودٍ نظراً لقصر عمره الغلافجوي، ثم يستمر الدورُ النسبي للميثان -بعدئذٍ- في الانخفاض. يرجع الانخفاض في قدرة الميثان على إحداث الاحترار العالمي على المدى الطويل إلى تحلله إلى ماءٍ وثاني أكسيد الكربون من خلال التفاعلات الكيميائية في الغلاف الجوي.

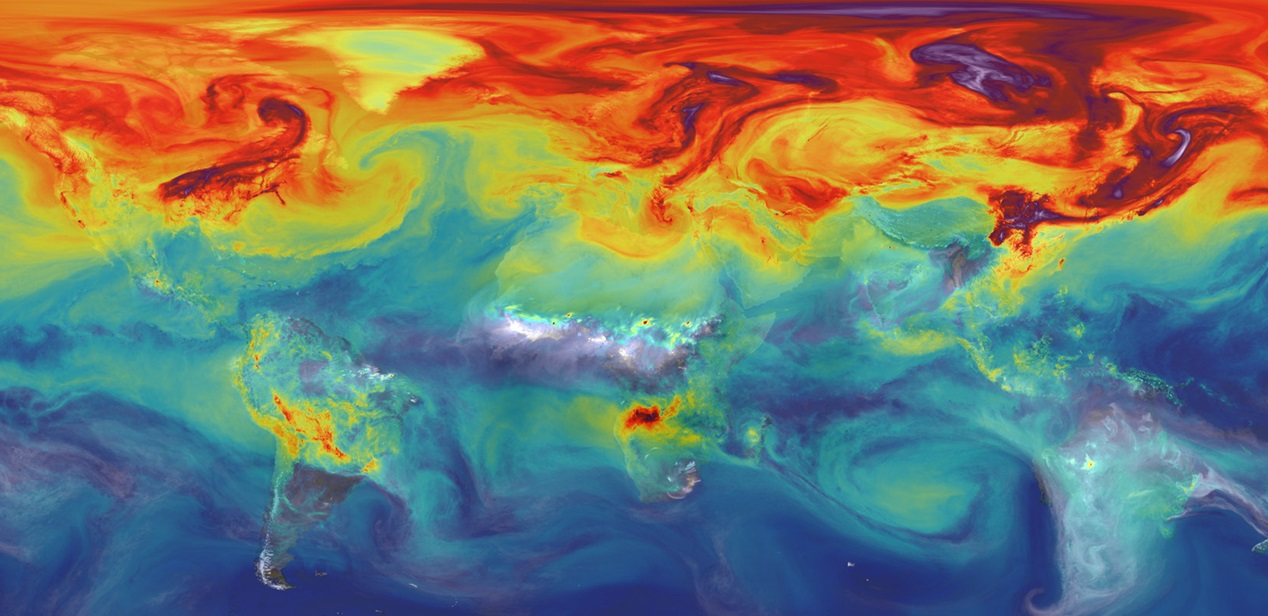
ثاني أكسيد الكربون في الغلاف الجوي للأرض إذا لم يتم امتصاص نصف انبعاثات الاحتباس الحراري
(محاكاة حاسوبية - ناسا؛ 9 نوفمبر/تشرين الثاني 2015)

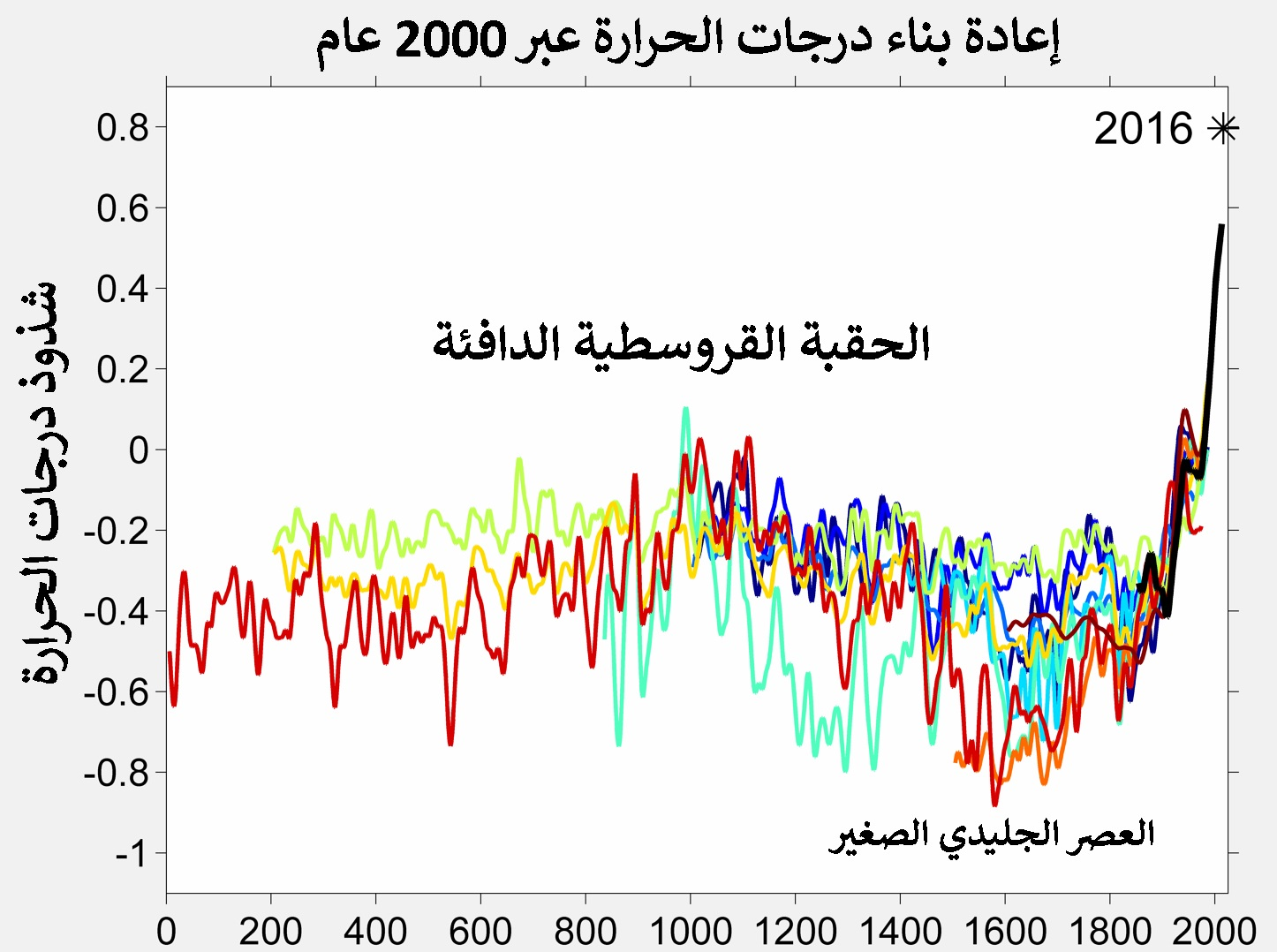
منحنٍ بياني يظهر متوسط درجة حرارة سطح الأرض خلال ألفي السنةِ الأخيرتين بالاعتماد على عدةِ مصادرَ. تبدو القيمة المتطرفة المسجلة عام 2004 بشكلٍ واضح.

في الجدول التالي أمثلة على العمر الغلافجوي والقدرة على إحداث الاحترار العالمي (GWP) نسبةً إلى ثاني أكسيد الكربون لعدة غازات دفيئةٍ:
| اسم الغاز                                                          | الرمز الكيميائي | العمر (بالسنوات) | إمكانية الاحترار العالمي (GWP) لأفق زمني معين | إمكانية الاحترار العالمي (GWP) لأفق زمني معين | إمكانية الاحترار العالمي (GWP) لأفق زمني معين |
| اسم الغاز                                                          | الرمز الكيميائي | العمر (بالسنوات) | 20 سنة                                        | 100 سنة                                       | 500 سنة                                       |
| ------------------------------------------------------------------ | --------------- | ---------------- | --------------------------------------------- | --------------------------------------------- | --------------------------------------------- |
| ثاني أكسيد الكربون                                                 | CO2             | (*)              | 1                                             | 1                                             | 1                                             |
| الميثان                                                            | CH4             | 12               | 84                                            | 28                                            | 7.6                                           |
| أكسيد النيتروز                                                     | N2O             | 121              | 264                                           | 265                                           | 153                                           |
| ثنائي كلورو ثنائي فلورو الميثان                                    | CCl2F2          | 100              | 10 800                                        | 10 200                                        | 5 200                                         |
| كلورو ثنائي فلورو الميثان                                          | CHClF2          | 12               | 5 280                                         | 1 760                                         | 549                                           |
| رباعي فلورو الميثان                                                | CF4             | 50 000           | 4 880                                         | 6 630                                         | 11 200                                        |
| Hexafluoroethane                                                   | C2F6            | 10 000           | 8 210                                         | 11 100                                        | 18 200                                        |
| سداسي فلوريد الكبريت                                               | SF6             | 3 200            | 17 500                                        | 23 500                                        | 32 600                                        |
| Nitrogen trifluoride                                               | NF3             | 500              | 12 800                                        | 16 100                                        | 20 700                                        |
| (*) لايمكن إعطاء عمرٍ واحدٍ لغاز ثاني أكسيد الكربون في الغلاف الجوي. |                 |                  |                                               |                                               |                                               |

جرى التخلص التدريجي من استخدام غاز (CFC-12) [المعروف بغاز الفريون] باستثناء بعض الاستخدامات الأساسية بسبب خصائصه المستنفدة للأوزون. والعمل جارٍ للانتهاء من عمليةِ التخلص التدريجي من مركبات الكربون الهيدروكلورية فلورية (HCFC) الأقل نشاطاً بحلول العام 2030 بموجب بروتوكول مونتريال.

## المصادر الطبيعية والبشرية

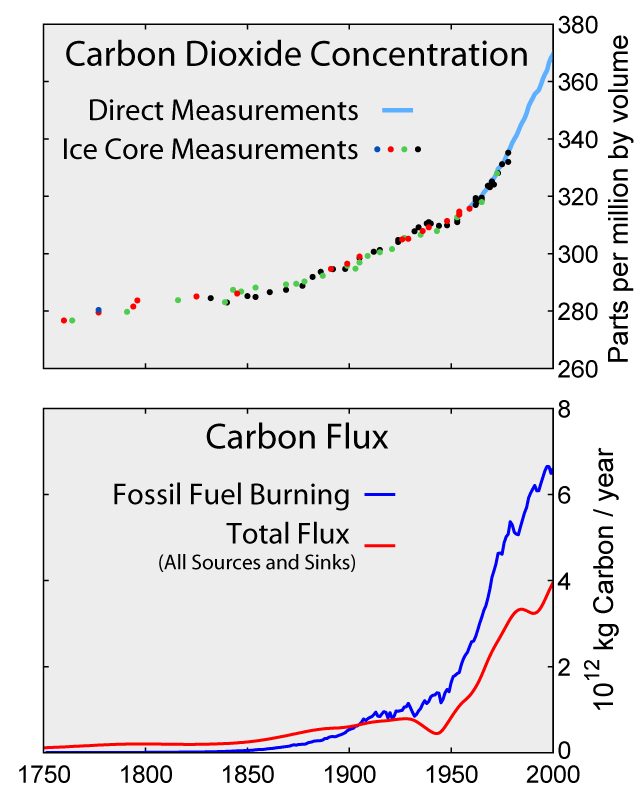
الأعلى: زيادة مستويات ثاني أكسيد الكربون في الغلاف الجوي كما تم قياسه في الغلاف الجوي وانعكاسه في قلب الجليد.
الأسفل: زيادة صافي الكربون في الغلاف الجوي مقارنةً بانبعاثاتِ الكربون الناجمة عن حرق الوقودِ الأحفوري.

انبعاثات الكربون العالمية.

### التغيرات منذ الثورة الصناعية

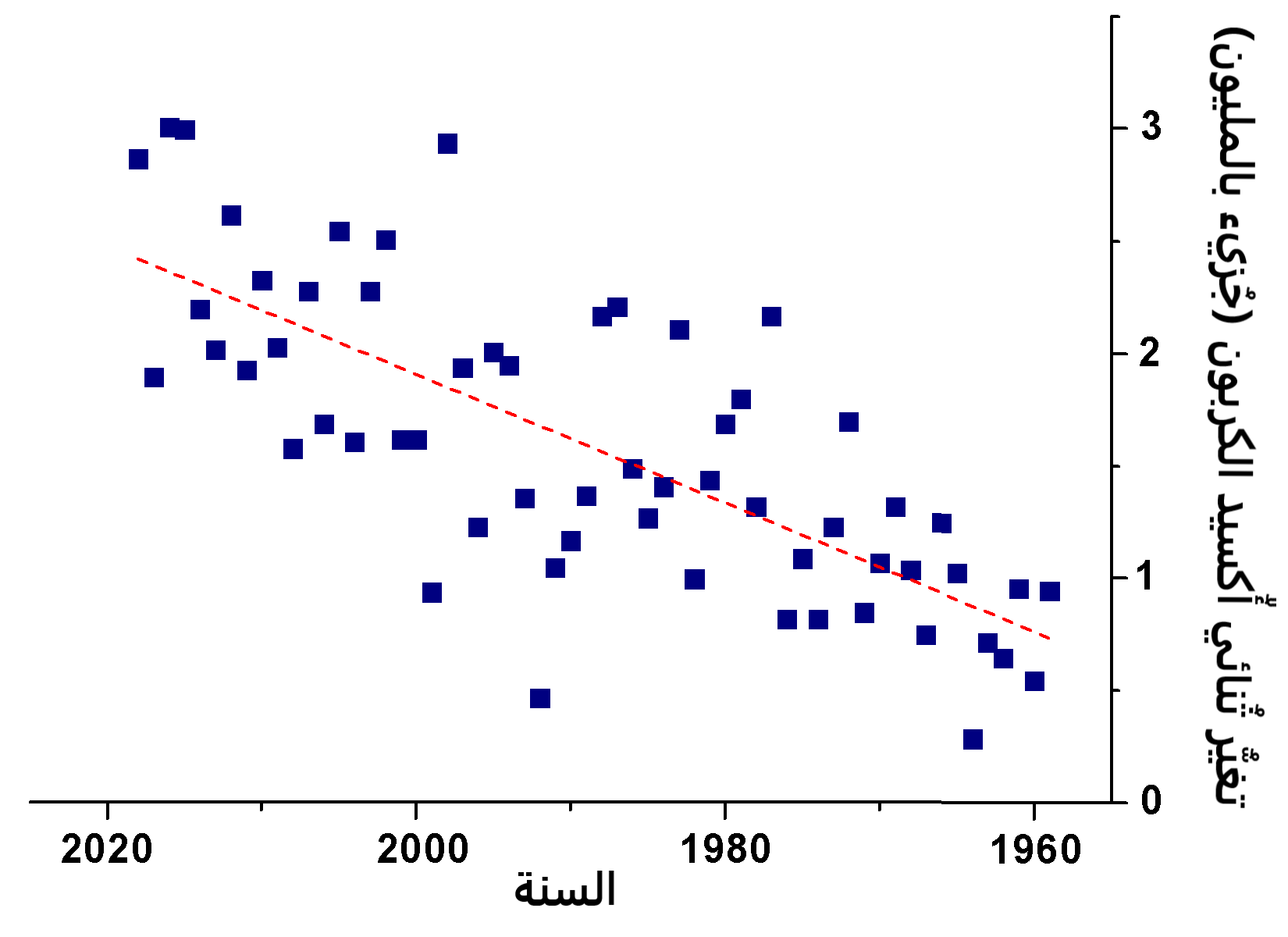
الزيادة الأخيرة في ثاني أكسيد الكربون في الغلاف الجوي من سنة إلى أخرى.

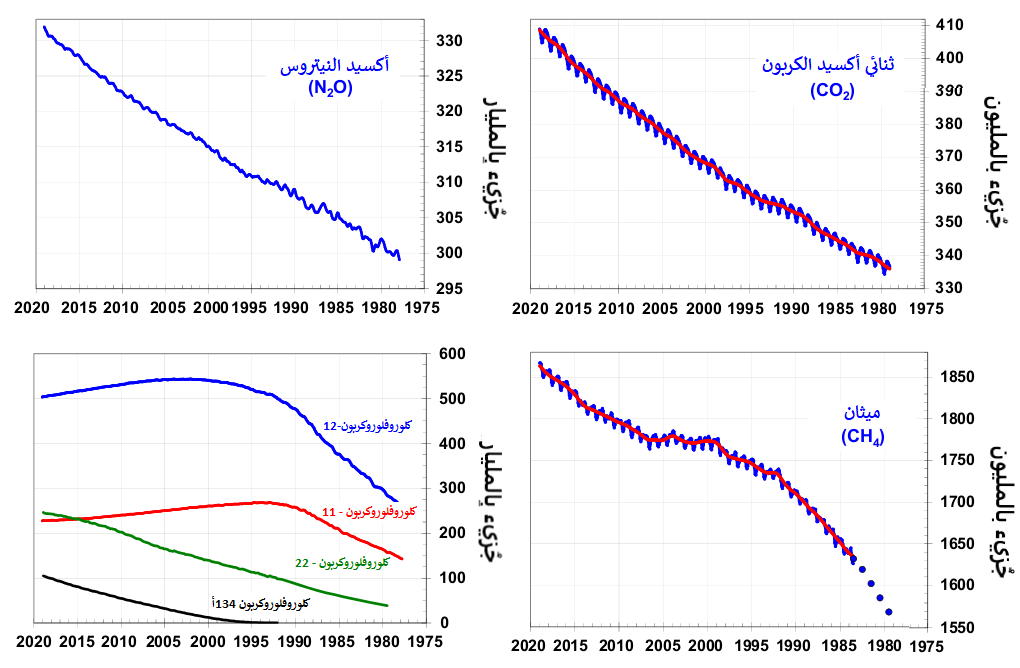
الاتجاهات الرئيسية لغازات الاحتباس الحراري.

## دور بخار الماء

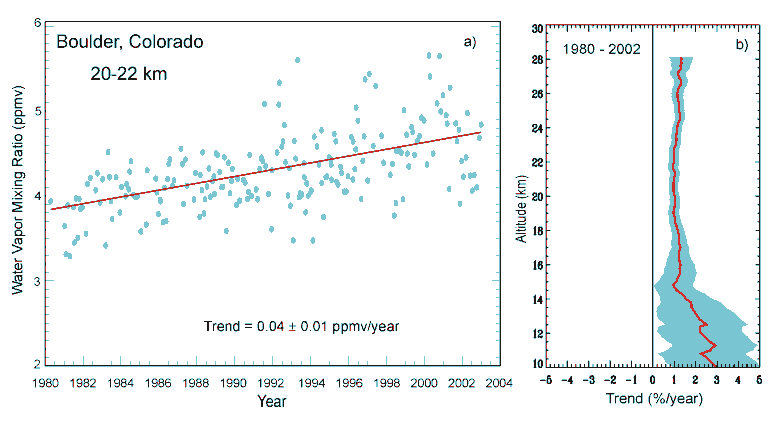
زيادة بخار الماء في طبقة الاستراتوسفير في بولدر بولاية كولورادو الأمريكية.

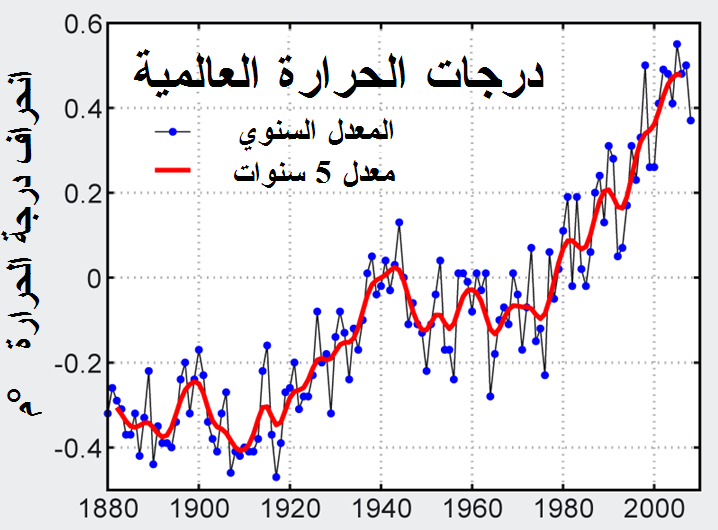
درجة الحرارة السطحية العالمية (1850 - 2006).

## انبعاثات غازات الدفيئة بشرية المنشأ

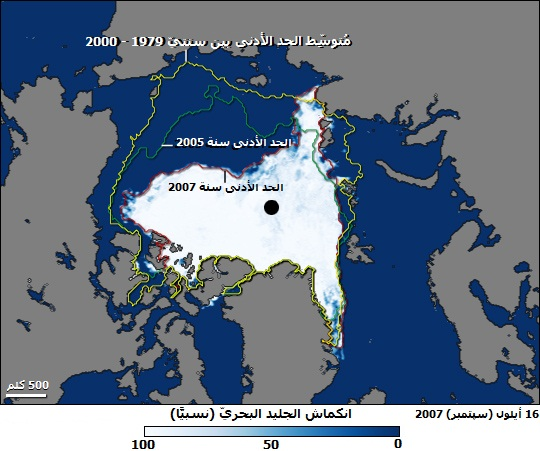
في عام 2005 وعام 2007 انحسر الجليد في القطبِ الشمالي انحساراً بلغ حده الأقصى.

### التغيير في استخدام الأراضي

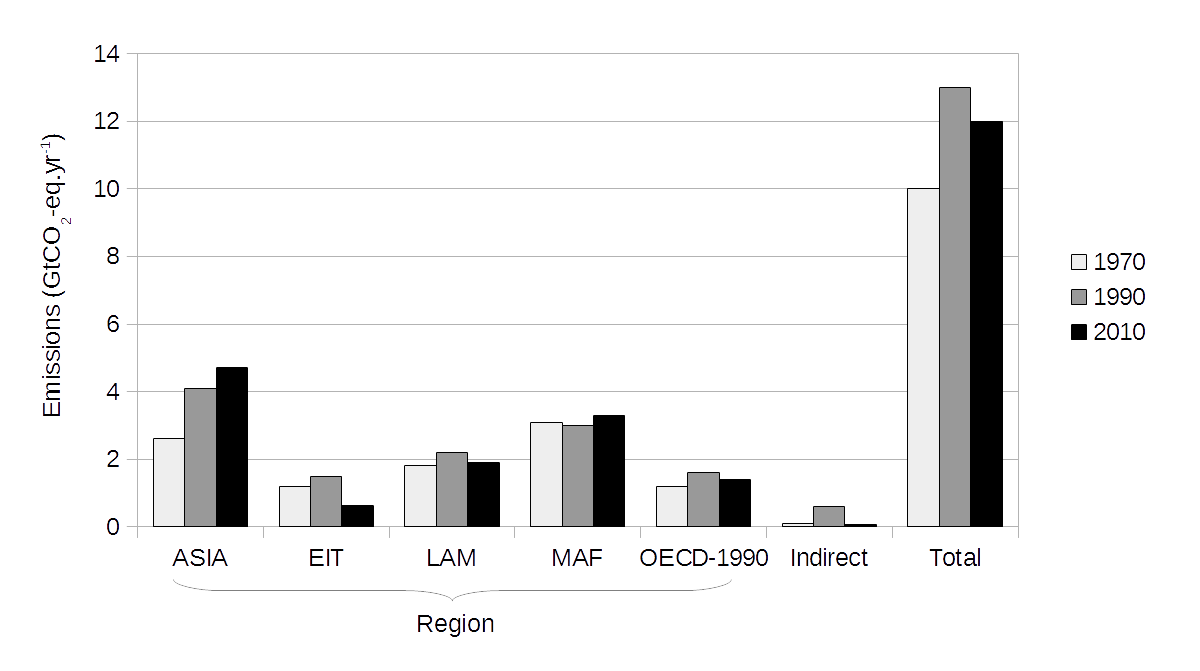
انبعاثات غازات الدفيئة الناتجة عن الأنشطة الزراعيةِ والحراجيةِ وغيرها من استخدامات الأراضي ما بين الأعوام (1970-2010).

### كثافة غازات الدفيئة

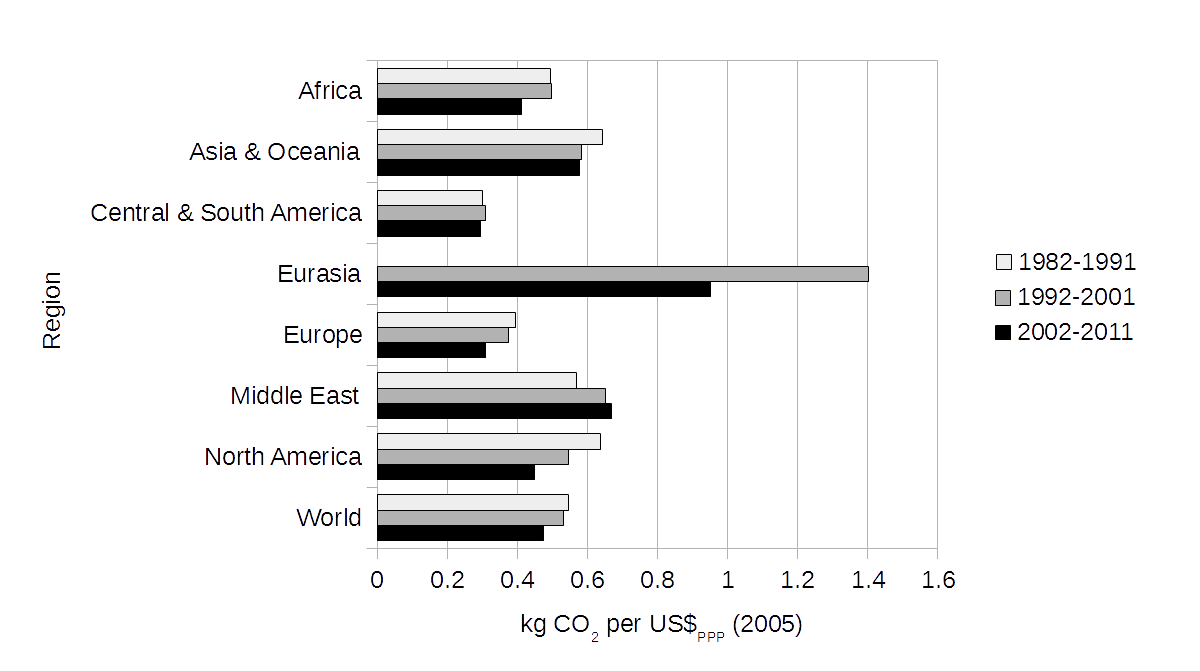
كثافة الكربون من الناتج المحلي الإجمالي (باستخدام معادل القدرة الشرائية) لمختلف المناطق للأعوام للفترة ما بين (1982-2011).

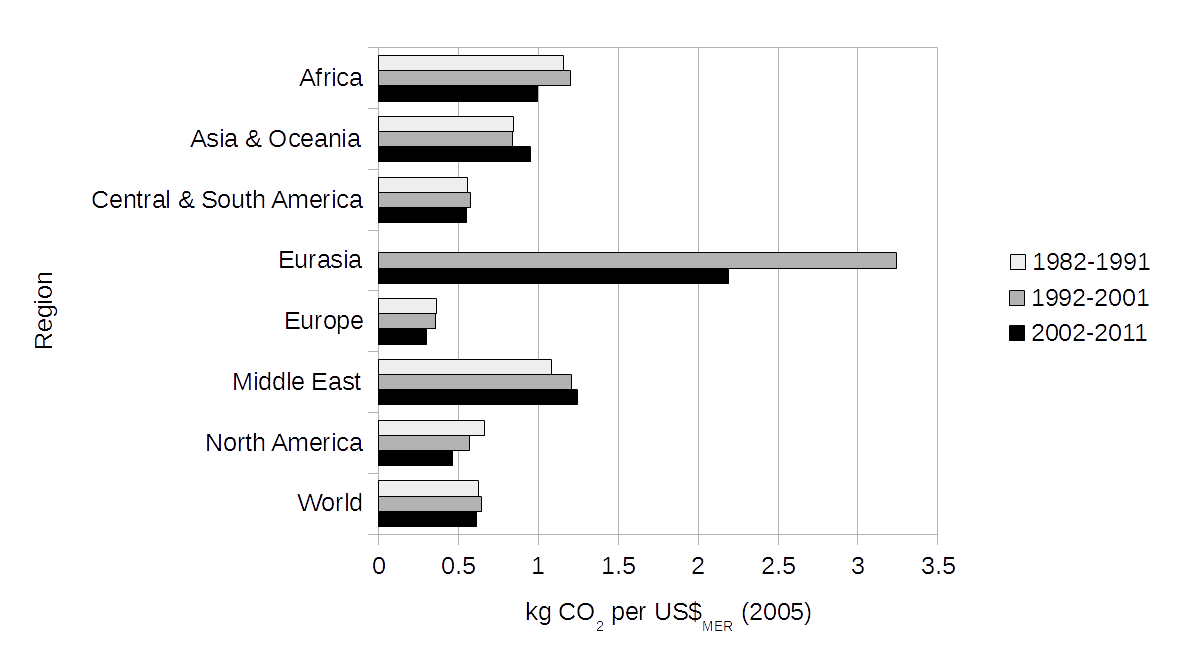
كثافة الكربون من الناتج المحلي الإجمالي (باستخدام أسعار الصرف في السوق) لمختلف المناطق للأعوام من (1982-2011).

### الانبعاثات السنوية

نصيب الفرد من انبعاثات غازات الدفيئة البشرية بحسب الدولة عام 2000 مُتضمِّناً دور التغير في استخدام الأراضي.